# Pokémon Scarlatto e Violetto
Pokémon Scarlatto (ポケットモンスター スカーレット?, Poketto Monsutā Sukāretto) e Pokémon Violetto (ポケットモンスター バイオレット?, Poketto Monsutā Baioretto) sono due videogiochi di ruolo della serie Pokémon per Nintendo Switch, pubblicati il 18 novembre 2022. Si tratta del doppio titolo che introduce la nona generazione della serie Pokémon.

## Modalità di gioco
Pokémon Scarlatto e Pokémon Violetto presentano per la prima volta nella serie una struttura di gioco open world. Il sistema di combattimento è basato sulla meccanica del fenomeno della teracristallizzazione, grazie alla quale i Pokémon possono trasformare il loro tipo in teratipo, potenziandone le mosse o acquisendo un tipo completamente nuovo. Il fenomeno fa inoltre apparire una gemma luminosa sul capo dei Pokémon, la cui forma cambia in base al teratipo.

## Trama
Il gioco si apre con un misterioso Pokémon leggendario che, dopo aver sorvolato a incredibile velocità la vasta e sconfinata regione di Paldea, perde inspiegabilmente conoscenza, fino a schiantarsi completamente su una scogliera.
A seguito del trasloco con la madre a Paldea, il protagonista si iscriverà all'Accademia Arancia/Accademia Uva, dove subito incontrerà il preside Clavel e una sua compagna di classe, Nemi, già nota allenatrice di Rango Campione. Qui scoprirà che potrà partecipare a un'importante attività extracurricolare, che consiste nell'esplorazione della regione in autonomia e completa libertà d'azione, per formare una squadra di Pokémon e trovare qualcosa di cui fare tesoro (che sia un oggetto fisico o meno).
Dopo l'iscrizione a scuola, tuttavia, il protagonista rimarrà coinvolto in un incontro con il Pokémon leggendario dell'introduzione, Koraidon/Miraidon, che quindi, spaesato e privo di capacità combattive, decide di seguire il giocatore.
Dunque il giocatore, aiutato dal Pokémon che gli permetterà in seguito di salirgli in groppa, è incoraggiato a partecipare a tre storie:
- Il cammino dei campioni, il primo itinerario che viene proposto, la sfida classica di ogni gioco Pokémon, ossia quella di sconfiggere gli otto Capipalestra sparsi in tutta la regione, così da avere accesso alla Lega Pokémon e alla sfida finale per il titolo, stavolta, di Supercampione. Qui Nemi deciderà di costruire una nuova squadra di Pokémon da zero e farà da rivale al giocatore. La battaglia per la conquista della Lega avverrà contro Alisma, l'attuale supercampionessa di Paldea. Una volta sconfitta, Nemi deciderà di sfidare un'ultima volta il giocatore nella piazza di Mesapoli, davanti alla scalinata dell'Accademia Arancia/Accademia Uva.
- Il viale della polvere di stelle, che consiste nella lotta contro un gruppo di studenti delinquenti colpevoli di varie nefandezze, il Team Star. Per sconfiggerlo, daranno una mano ad un personaggio di nome Garoff, ossia il preside Clavel travestito, e Cassiopea, un'ignota hacker che indicherà le basi dei principali leader del Team al giocatore. Alla fine, si scopre che Cassiopea è in realtà Penny, una studentessa aiutata dal giocatore all'inizio dell'avventura nel contrastare due reclute del Team Star. Si scopre inoltre che in origine il Team era un gruppo anti-bullismo che però, a causa dei suoi modi ritenuti discutibili, finì per causare varie dimissioni degli insegnanti e abbandoni degli studenti bulli, finendo quindi per sparpagliarsi per Paldea per avere la propria vendetta. Dopo aver sconfitto tutti i boss, Garoff rivela la sua identità e propone la pace al Team Star, assegnando tuttavia dei compiti di servizio comunitario per aver violato il regolamento scolastico in vari modi.
- Il sentiero leggendario, che invece vedrà il protagonista aiutare Pepe, uno studente più grande, nella ricerca di cinque spezie nascoste dai poteri miracolosi, sorvegliate tutte da un Pokémon Dominante, ossia un Pokémon di enormi dimensioni con più potenza rispetto al normale grazie al potere delle spezie (in modo similare a come già visto in altri giochi della saga, come Pokémon Sole e Luna). Pepe desidera usare le spezie per guarire il suo Pokémon Mabostiff, ferito da uno scontro nell'Area Zero, luogo situato in fondo alla Voragine di Paldea. A seguito della sconfitta di ogni Dominante, Pepe e il protagonista sono convocati dalla professoressa Olim/dal professor Turum[2]  proprio nell'Area Zero, ma Pepe, prima della partenza, decide di sfidare il giocatore e di reclutare nuovi alleati, in vista delle prossime sfide nella Voragine.

Dopo aver completato le tre storie si sbloccherà l'ultima missione. Dopo aver scelto l'assistenza di Nemi e Penny, Pepe e il giocatore si dirigono verso il Laboratorio Zero, il laboratorio del professore nelle profondità dell'Area Zero. All'interno, incontrano i Pokémon Paradosso, parenti biologici di Pokémon esistenti provenienti dal passato antico o dal lontano futuro. Dopo aver raggiunto il laboratorio, il professore si rivela essere un'intelligenza artificiale creata sulla base dei ricordi del vero professore, ucciso in un incidente di laboratorio tempo prima degli eventi del gioco. L'intelligenza artificiale rivela che il professore originale ha creato una macchina del tempo per recuperare i Pokémon Paradossi e che l'IA deve mantenerla a tutti i costi. L'intelligenza artificiale esorta il giocatore a spegnere la macchina del tempo, sebbene sia costretta dalla sua programmazione a combattere il giocatore. Dopo essere stata inizialmente sconfitta, l'IA non lascia al giocatore altra scelta se non il proprio Koraidon o Miraidon per sconfiggere L'IA stessa. Ciò fa fallire la macchina del tempo e l'IA viaggia nel tempo alternativo per consentire la distruzione della macchina, anche se si scusa con Pepe per il professore che lo ha trascurato da bambino prima di partire.
Tornando all'accademia, Nemi, Clavel e Alisma organizzano un torneo di battaglie Pokémon tra docenti e studenti (Grande Torneo Scolastico o Torneo Dieci e Lotte), a cui si avrà accesso dopo aver sfidato una seconda volta tutte le Palestre.

## Sviluppo
Lo sviluppo di Pokémon Scarlatto e Violetto ha avuto inizio alla fine del 2019, periodo durante il quale sono stati distribuiti Pokémon Spada e Pokémon Scudo. Il compositore e sviluppatore Toby Fox, noto per aver creato il videogioco Undertale, ha collaborato alla composizione di parte della musica presente nei giochi.

## Distribuzione
Pokémon Scarlatto e Violetto sono stati annunciati nel corso del Pokémon Presents del 27 febbraio 2022, attraverso un trailer parzialmente live-action. Durante la fase di promozione dei titoli, The Pokémon Company pubblicò diversi video ambientati nell'universo di gioco, come una trappola fotografica per rivelare Grafaiai, un seminario web per rivelare Wiglett, un live streaming per rivelare Bellibolt e un breve trailer di filmati trovati per rivelare Greavard.
Il 1º giugno 2022 venne pubblicato un secondo trailer, che mostra i due Pokémon leggendari di copertina, tre nuovi Pokémon e nuovi personaggi.
Il 3 agosto 2022, durante un Pokémon Presents, vengono mostrati altri 2 trailer. In questi trailer vengono rivelati due nuovi Pokémon, il ritorno delle varianti regionali, il nome della regione e la nuova meccanica di battaglia nota con il nome di fenomeno Teracristal.
Durante la cerimonia di chiusura dei Campionati Mondiali Pokémon 2022, il 21 agosto 2022, è stato pubblicato un nuovo trailer che mostrava un nuovo Pokémon, Cyclizar, oltre a nuovi oggetti e abilità da utilizzare nel gioco competitivo.
Un quarto trailer, pubblicato il 7 settembre 2022 e intitolato "Cerca il tuo tesoro!", descriveva in dettaglio le tre storie che il giocatore può vivere, oltre a tre nuovi Pokémon. Anche personaggi come Mela, Brassius e Geeta hanno fatto il loro debutto nel trailer.
Il 29 settembre 2022, il cantante Ed Sheeran ha pubblicato una canzone intitolata Celestial in collaborazione con The Pokémon Company presente nella coppia di titoli.
Il 6 ottobre 2022 è stato distribuito un trailer di 14 minuti, che evidenziava il gameplay unico tra quattro diversi giocatori, ognuno dei quali segue un "percorso" diverso nella storia, così come Farigiraf, l'evoluzione di Girafarig.
Un'edizione speciale di Nintendo Switch OLED con artwork a tema è stata distribuita il 4 novembre 2022.
L'11 novembre 2022, una settimana prima dell'uscita dei giochi, in Splatoon 3 si è tenuto uno Splatfest a tema sui tre tipi di partenza.
Pokémon Scarlatto e Violetto sono stati distribuiti in tutto il mondo il 18 novembre 2022. Il 1º dicembre 2022, Nintendo si è scusata per i problemi riscontrati dai giocatori e ha annunciato l'aggiornamento 1.1.0 che risolve alcuni bug.

## Accoglienza
Pokémon Scarlatto e Pokémon Violetto hanno ricevuto opinioni miste dalla critica. Su Metacritic totalizzano un punteggio di 73/100 (Pokémon Scarlatto) e 72/100 (Pokémon Violetto), rendendoli i giochi della serie principale con la media più bassa nella storia del franchise.

### Vendite
I giochi hanno venduto 10 milioni di copie in soli 3 giorni dopo il lancio, diventando i giochi più venduti nei primi 3 giorni di lancio pubblicati su console Nintendo.